# چارلز الیان کاستس
چارلز الیان کاستس (انگلیسی: Charles Elyan Costes؛ زادهٔ ۱۶ سپتامبر ۲۰۰۲) بازیکن فوتبال است.